# Tour der neuseeländischen Rugby-Union-Nationalmannschaft nach Großbritannien und Italien 1979
| Tour der All Blacks nach Großbritannien und Italien 1979 | Tour der All Blacks nach Großbritannien und Italien 1979 | Tour der All Blacks nach Großbritannien und Italien 1979 | Tour der All Blacks nach Großbritannien und Italien 1979 | Tour der All Blacks nach Großbritannien und Italien 1979 |
| Übersicht                                                | S                                                        | G                                                        | U                                                        | N                                                        |
| -------------------------------------------------------- | -------------------------------------------------------- | -------------------------------------------------------- | -------------------------------------------------------- | -------------------------------------------------------- |
| Test Matches                                             | 02                                                       | 02                                                       | 0                                                        | 0                                                        |
| Sonstige Spiele                                          | 09                                                       | 08                                                       | 0                                                        | 1                                                        |
| Gesamt                                                   | 11                                                       | 10                                                       | 0                                                        | 1                                                        |
|                                                          |                                                          |                                                          |                                                          |                                                          |
| England                                                  | 01                                                       | 01                                                       | 0                                                        | 0                                                        |
| Schottland                                               | 01                                                       | 01                                                       | 0                                                        | 0                                                        |

Die Tour der neuseeländischen Rugby-Union-Nationalmannschaft nach Großbritannien und Italien 1979 umfasste eine Reihe von Freundschaftsspielen der All Blacks, der Nationalmannschaft Neuseelands in der Sportart Rugby Union. Das Team reiste im Oktober und November 1979 durch Großbritannien und Italien. Es bestritt während dieser Zeit elf Spiele, darunter zwei Test Matches gegen Schottland und England. Hinzu kam zum Abschluss ein Länderspiel gegen Italien, das nicht als Test Match zählte. Die Neuseeländer entschieden zehn der elf Spiele für sich.

## Spielplan
- Hintergrundfarbe grün = Sieg
- Hintergrundfarbe rot = Niederlage

(Test Matches sind grau unterlegt; Ergebnisse aus der Sicht Neuseelands)
| #  | Datum             | Gegner                        | Ort       | Stadion                 | Ergebnis |
| -- | ----------------- | ----------------------------- | --------- | ----------------------- | -------- |
| 01 | 24. Oktober 1979  | London Division               | London    | Twickenham Stadium      | 21:18    |
| 02 | 27. Oktober 1979  | South of Scotland             | Hawick    | Mansfield Park          | 19:3     |
| 03 | 31. Oktober 1979  | Edinburgh District            | Edinburgh | Myreside Stadium        | 16:4     |
| 04 | 03. November 1979 | Midland Division              | Leicester | Welford Road Stadium    | 33:7     |
| 05 | 06. November 1979 | Glasgow District              | Glasgow   | Hughenden               | 12:6     |
| 06 | 10. November 1979 | Schottland                    | Edinburgh | Murrayfield Stadium     | 20:6     |
| 07 | 14. November 1979 | Anglo-Scots                   | Dundee    | Mayfield                | 18:9     |
| 08 | 17. November 1979 | Northern Division             | Otley     | Cross Green             | 9:21     |
| 09 | 20. November 1979 | South-West and South Division | Exeter    | County Ground Stadium   | 16:0     |
| 10 | 24. November 1979 | England                       | London    | Twickenham Stadium      | 10:9     |
| 11 | 28. November 1979 | Italien                       | Rovigo    | Stadio Mario Battaglini | 18:12    |

## Test Matches
| 10. November 1979 | Schottland              | 6 : 20        | Neuseeland                                                          | Murrayfield Stadium, Edinburgh Zuschauer: 70.000 Schiedsrichter: Roger Quittenton (England) |
| 10. November 1979 | Straftritte: Irvine (2) | (0:4) Bericht | Versuche: Dunn Loveridge Mexted S. Wilson Erhöhungen: R. Wilson (2) | Murrayfield Stadium, Edinburgh Zuschauer: 70.000 Schiedsrichter: Roger Quittenton (England) |

Aufstellungen:
- Schottland: Mike Biggar, Colin Deans, Gordon Dickson, David Gray, Bruce Hay, Andy Irvine, David Johnston, Iain Lambie, Alan Lawson, Ian McLauchlan , Iain Milne, Jim Renwick, Keith Robertson, John Rutherford, Alan Tomes
- Neuseeland: Gary Cunningham, Andy Dalton, Edward Dunn, John Fleming, Bernie Fraser, Andy Haden, Brad Johnstone, David Loveridge, Murray Mexted, Graham Mourie , John Spiers, Ken Stewart, Murray Taylor, Richard Wilson, Stuart Wilson 
 Auswechselspieler: Mark Donaldson

| 24. November 1979 | England               | 9 : 10         | Neuseeland                                | Twickenham Stadium, London Zuschauer: 70.000 Schiedsrichter: Norman Sanson (Schottland) |
| 24. November 1979 | Straftritte: Hare (3) | (3:10) Bericht | Versuche: Fleming Straftritte: Wilson (2) | Twickenham Stadium, London Zuschauer: 70.000 Schiedsrichter: Norman Sanson (Schottland) |

Aufstellungen:
- England: Bill Beaumont , Tony Bond, John Carleton, Maurice Colclough, Fran Cotton, Les Cusworth, Dusty Hare, Tony Neary, Nick Preston, Mike Rafter, John Scott, Mike Slemen, Colin Smart, Steve Smith, Peter Wheeler
- Neuseeland: Gary Cunningham, John Fleming, Brian Ford, Bernie Fraser, Andy Haden, Brad Johnstone, David Loveridge, Murray Mexted, Graham Mourie , Peter Sloane, John Spiers, Ken Stewart, Murray Taylor, Richard Wilson, Stuart Wilson